# 13480 Потапов
13480 Потапов (13480 Potapov) — астероїд головного поясу, відкритий 9 серпня 1978 року.
Тіссеранів параметр щодо Юпітера — 3,606.